# Druas
Druas (łac. Diocesis Druensis) – stolica historycznej diecezji w Cesarstwie rzymskim w prowincji Byzacena, współcześnie w Tunezji. Obecnie katolickie biskupstwo tytularne.

## Biskupi tytularni
| Lp. | Biskup                     | Funkcja                                      | Od                | Do                |
| --- | -------------------------- | -------------------------------------------- | ----------------- | ----------------- |
| 1   | Guillaume-Marie van Zuylen | biskup koadiutor Liège (Belgia)              | 9 lipca 1951      | 7 grudnia 1961    |
| 2   | Jozef-Maria Heuschen       | biskup pomocniczy Liège (Belgia)             | 25 lipca 1962     | 13 czerwca 1967   |
| 3   | Manuel Pío López Estrada   | emerytowany arcybiskup Jalapy (Meksyk)       | 18 kwietnia 1968  | 31 grudnia 1970   |
| 4   | Karl Ebert                 | biskup pomocniczy Erfurtu-Meiningen (Niemcy) | 20 lipca 1973     | 12 listopada 1974 |
| 5   | Paul-Werner Scheele        | biskup pomocniczy Paderborn (Niemcy)         | 20 stycznia 1975  | 31 sierpnia 1979  |
| 6   | Wolfgang Kirchgässner      | biskup pomocniczy Fryburga (Niemcy)          | 29 listopada 1979 | 26 marca 2014     |
| 7   | John Jenik                 | biskup pomocniczy Nowego Jorku (USA)         | 14 czerwca 2014   |                   |